# Thorpe Lubenham
Thorpe Lubenham var en civil parish från 1858 till 1935 då den blev en del av Marston Trussell, i grevskapet Northamptonshire, i England. Civil parish var belägen 3 km från Market Harborough och hade 33 invånare år 1931. Byar nämndes i Domedagsboken (Domesday Book) år 1086, och kallades då Torp.